# Moduł (jednostka miary)

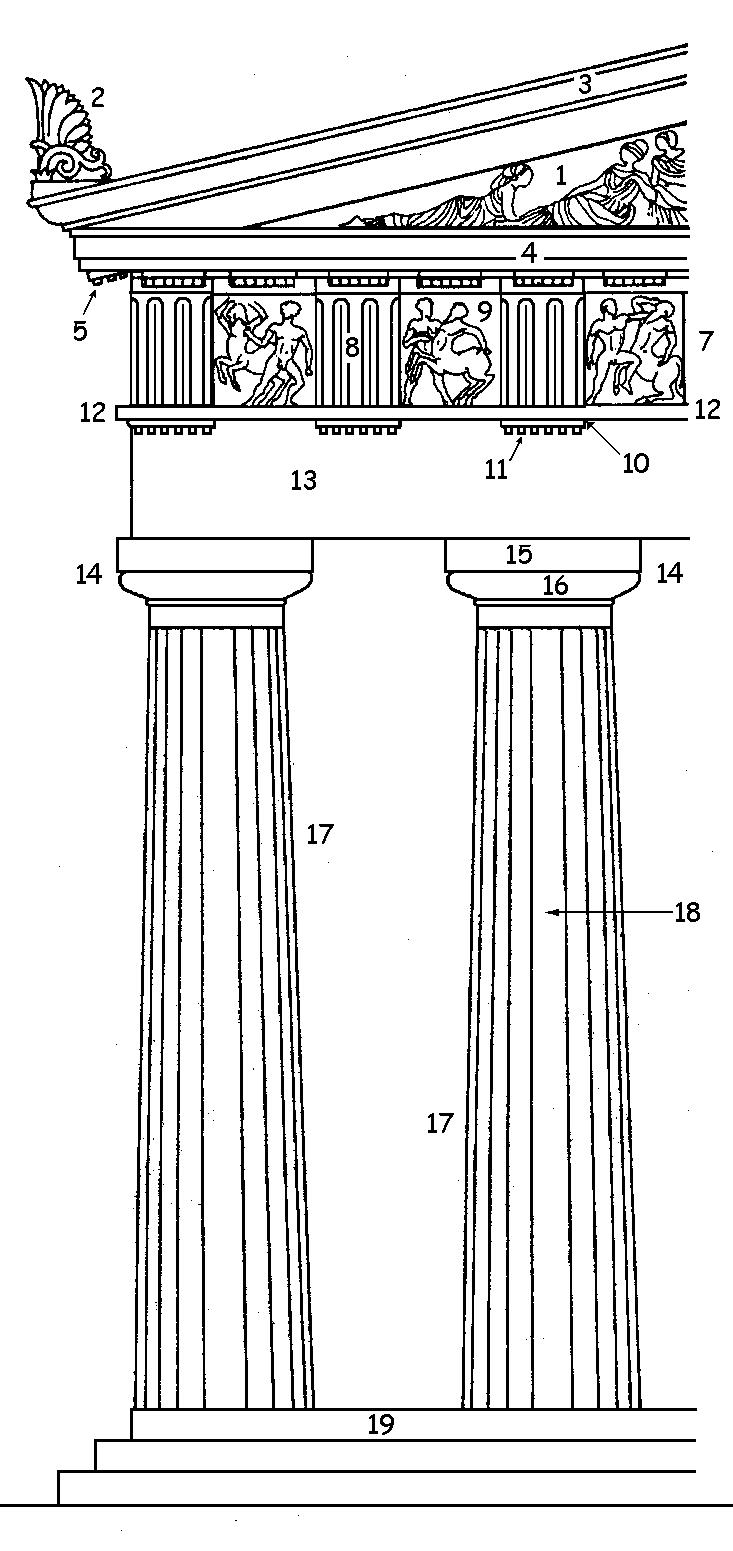
Wykorzystanie modułu w porządku doryckim. Miało to na celu wyznaczenie odpowiednich proporcji.

Moduł (sztuka) – umowna jednostka miary odpowiadająca wielkości określonego elementu i służąca do wyznaczania proporcji oraz wzajemnych zależności wszystkich elementów całości, stosowana w architekturze, rzeźbie i malarstwie. Podporządkowanie dzieła zasadom modularności pozwala uzyskiwać efekt plastyczny ładu, harmonii i rytmu.
Pierwszymi, którzy zajęli się proporcjami ludzkiego ciała i zależnościami pomiędzy poszczególnymi jego wymiarami, byli starożytni Egipcjanie, a następnie Asyryjczycy, Grecy. Greccy rzeźbiarze, Poliklet, później Lizyp stworzyli systemy proporcji idealnego ciała (tzw. kanon). W okresie renesansu proporcjami ludzkiego ciała zajmowali się Leonardo da Vinci, Albrecht Dürer. W architekturze zachowane opisy zastosowania modułu znajdują się w dziele Witruwiusza De architectura libri X. Zaleca on zachowanie odpowiednich proporcji w budownictwie (zwłaszcza sakralnym) nazywając je eurythmia – dobry rytm. Dobra architektura zdaniem Witruwiusza zależy od zachowania opisanych w jego księdze stosunków liczbowych między podstawowymi wymiarami budynku i jego elementów, czyli od zastosowania określonego modułu. W renesansie rozważania Witruwiusza były kontynuowane przez np. Giacoma Barozziego da Vingolę, autora traktatu „O pięciu porządkach w architekturze” (Regola delli cinque ordini d'Architettura 1562), który opisując zasady obowiązujące w porządkach architektonicznych podzielił moduł na mniejsze jednostki nazwane przez niego „partes”;  oraz przez Andreę Palladia autora „Czterech ksiąg o architekturze” (I quattro libri dell'architettura), który podzielił średnicę podstawy kolumny na 60 „minut” i przyjął 30 minut jako moduł. W architekturze współczesnej moduł oparty na proporcjach człowieka opracował Le Corbusier.
Poszukiwania idealnych proporcji w sztuce zostały zaniechane w XVIII wieku.
We współczesnym projektowaniu i wzornictwie przemysłowym moduł stanowi często stosowaną zasadę organizacji dzieła. Struktury modularne znajdują szczególne uzasadnienie gdy łączą korzyści techniczne, np. wytrzymałości i lekkości konstrukcji z oddziaływaniem formą plastyczną.
Modularność występuje obecnie w szerokiej gamie wytworów mniej lub bardziej związanych ze sztuką. Odnajduje się struktury oparte na różnych modułach zarówno w opakowaniach produktów codziennego użytku, jak i w grafice artystycznej i reklamowej, po wielkie konstrukcje architektoniczne z drewna czy żelbetu.

## Moduł budowlany
W budownictwie współczesnym obowiązuje tzw. moduł budowlany do określenia wymiarów materiałów i elementów budowlanych. W Polsce wymiar ten wynosi 1 decymetr. Dla żelbetowych elementów prefabrykowanych przyjęto 30 cm. Dostosowanie poszczególnych elementów do obowiązującego modułu jest szczególnie istotne przy zastosowaniu średnio- i wielkowymiarowych elementów prefabrykowanych, umożliwia bowiem ich połączenie. Wprowadzenie na szeroką skalę modułu budowlanego pozwoliło na opracowanie nowych systemów budownictwa mieszkaniowego i przemysłowego z gotowych elementów. Obecnie nadal stosuje się siatkę opartą na module 30 cm w budownictwie szkieletowym, zwłaszcza przemysłowym. Gotowe elementy obudowy są produkowane o wymiarach dostosowanych do tego modułu.